# 야나기다 겐타
야나기다 겐타(일본어: 柳田 健太, 1995년 12월 27일~)는 일본의 축구 선수이다.

## 구단 경력
그는 2018년 일본 풋볼 리그의 나라 클럽에 입단했다. 2019년 J3리그의 가마타마레 사누키로 이적했고, 2년동안 팀에서 뛰었다. 2021년 일본 지역 리그의 베로스크로노스 쓰노로 이적했다.